# Železniční most v Tczewě
Železniční most v Tczewě (polsky Most kolejowy w Tczewie) překonává řeku Vislu ve městě Tczew v Pomořském vojvodství na severu Polska. Je součástí železniční trati Varšava–Gdaňsk. Jednokolejný most byl zprovozněn v roce 1891. Se svojí délkou 1030 m se stal nejdelším železničním mostem v zemi poté, co byla tato oblast připojena k Polsku. 40 m jižně od mostu se nachází most silniční. 
Most byl dokončen v roce 1891. V první den druhé světové války byl polskou armádou poničen, aby nemohl sloužit postupujícím německým vojskům. V letech 1940 a 1941 byl most provizorně opraven a v roce 1947 byly opravy dokončeny. V roce 1958 byl rekonstruován, roku 1983 byla trať po mostě elektrifikována.